# 隋朝藩王列表
以下的列表列出隋朝的藩王。

## 宗室

### 先祖（隋國）
- 隋康王杨烈（隋文帝曾祖父）
- 隋献王楊禎（隋文帝祖父）

### 疏族

#### 河間國→郇國
- 河間王楊弘（隋文帝从侄，追封郇王）
- 郇王楊慶

#### 广平國→清漳國→安德國→觀國
- 广平郡王→清漳郡王→安德王→觀（德）王杨雄（隋文帝从侄）

### 武元帝系

#### 滕國
- 滕（穆）王楊瓚（隋文帝弟）
- 嗣王楊綸
- 嗣王杨诜

#### 道國
- 道（宣）王楊嵩（隋文帝弟，追封）
- 嗣王楊靜

#### 衛國（遂安國）
- 衛（昭）王楊爽（隋文帝弟）
- 嗣王楊集（原封遂安郡王）

#### 蔡國
- 蔡（景）王楊整（隋文帝弟，追封）
- 嗣王楊智積

### 文帝系

#### 晉國
- 晉王杨广（隋文帝子，改封太子）
- 嗣王楊昭（改封太子）

#### 秦國
- 秦（孝）王楊俊（隋文帝子）
- 嗣王杨浩

#### 越国→蜀國
- 越王→蜀王楊秀（隋文帝子）

#### 汉国
- 汉王楊諒（隋文帝子）

#### 房陵國
- 房陵王楊勇（隋文帝子，追封）

#### 华阳国
- 华阳王楊楷（隋文帝孙，父不详）

### 楊勇系

#### 長寧國
- 楊儼（杨勇子）

#### 平原國
- 楊裕（杨勇子）

#### 安成國
- 楊筠（杨勇子）

#### 安平國
- 楊嶷（杨勇子）

#### 襄城國
- 楊恪（杨勇子）

#### 高阳國
- 楊該（杨勇子）

#### 建安國
- 楊韶（杨勇子）

#### 颍川國
- 杨煚（楊照）（杨勇子）

### 煬帝系

#### 河南國
- 河南王杨昭（隋炀帝子，改封晉王）

#### 豫章國→齐國
- 豫章王→齐王杨暕（隋炀帝子，改封齐王）
- 嗣王杨政道

#### 赵國
- 赵王楊杲（隋炀帝子）

### 孝成帝系

#### 燕國
- 燕王楊倓（杨昭子）

#### 越國
- 越王杨侗（杨昭子）

#### 陈国→代國
- 陈王→代王杨侑（杨昭子）

## 外藩
- 辽东王→高丽王高汤
- 高丽王高元
- 百济王余昌
- 新罗王金真平
- 高昌王麹伯雅
- 河南王移兹裒，吐谷浑人

## 异姓王
- 唐王李渊（617年杨侑所封）
- 郑王王世充（618年杨侗所封）

## 反王
- 参见隋唐五代地方政權君主列表